# Горст Гепп
Горст Гепп (нім. Horst Hepp; 10 жовтня 1917, Кемпен — 9 лютого 1944, Атлантичний океан) — німецький офіцер-підводник, капітан-лейтенант крігсмаріне.

## Біографія
3 квітня 1936 року вступив на флот. З 7 жовтня 1942 року — командир підводного човна U-272. 12 листопада U-272 затонув в Балтійському морі біля міста Хела (54°45′ пн. ш. 18°50′ сх. д.) після зіткнення з U-634. 29 членів екіпажу загинули, 19 (включаючи Геппа) були врятовані. З 20 лютого 1943 року — U-238, на якому здійснив 3 походи (разом 80 днів у морі). 9 лютого 1944 року U-238 був потоплений в Північній Атлантиці південно-західніше Ірландії (49°45′ пн. ш. 16°07′ зх. д.) глибинними бомбами британських шлюпів «Кайт», «Магпі» та «Старлінг». Всі 50 членів екіпажу загинули.
Всього за час бойових дій потопив 4 кораблі загальною водотоннажністю 23 048 тонн і пошкодив 1 корабель водотоннажністю 7176 тонн.
| Дата            | Назва корабля                    | Тип               | Тоннаж | Вантаж                   | Екіпаж | Загинули | Країна             | Конвой |
| --------------- | -------------------------------- | ----------------- | ------ | ------------------------ | ------ | -------- | ------------------ | ------ |
| 20 вересня 1943 | Frederick Douglass (пошкоджений) | Торговий пароплав | 7,176  | Баласт (пісок)           | 70     | 0        | США                | ON-202 |
| 20 вересня 1943 | Theodore Dwight Weld             | Торговий пароплав | 7,176  | Баласт (1200 тонн піску) | 70     | 33       | США                | ON-202 |
| 23 вересня 1943 | Fort Jemseg                      | Торговий пароплав | 7,134  | Баласт                   | 53     | 1        | Британська імперія | ON-202 |
| 23 вересня 1943 | Oregon Express                   | Торговий теплохід | 3,642  | Баласт                   | 45     | 8        | Норвегія           | ON-202 |
| 23 вересня 1943 | Skjelbred                        | Торговий теплохід | 5,096  | Баласт                   | 43     | 0        | Норвегія           | ON-202 |

## Звання
- Кандидат в офіцери (3 квітня 1936)
- Морський кадет (10 вересня 1936)
- Фенріх-цур-зее (1 травня 1937)
- Лейтенант-цур-зее (1 жовтня 1938)
- Оберлейтенант-цур-зее (1 жовтня 1940)
- Капітан-лейтенант (1 жовтня 1943)

## Нагороди
- Залізний хрест 2-го і 1-го класу
- Нагрудний знак підводника
- Німецький хрест в золоті (9 лютого 1944)